# Dirceu (futbolista)
José Guimarães Dirceu (Curitiba, Brasil, 15 de junio de 1952 - Río de Janeiro, Brasil, 15 de septiembre de 1995) fue un futbolista brasileño. Uno de los mejores jugadores de la media cancha brasileño de la década de los años 70.
Centrocampista zurdo, volcado en la faceta ofensiva, dotado de una gran visión de juego y, muy especialmente, de un disparo excepcional por su potencia y su precisión. Fue también un gran lanzador de faltas directas y de corners.  Virtudes todas que demostró en las tres temporadas (1979-1982) en que militó en el Atlético de Madrid y de las que podría dar fe Luis Miguel Arconada, el mítico cancerbero de la Real Sociedad y de la selección española, al que le endosó dos bellísimos goles desde gran distancia en un memorable partido de liga en el "Vicente Calderón". En la Copa Mundial de Argentina 1978 fue galardonado con lo que hoy llaman "Balón de Bronce"; por ser el tercer mejor jugador de ese Mundial.
Murió el 15 de septiembre de 1995 en un accidente de tráfico en Río de Janeiro.

## Trayectoria
Su carrera profesional comenzó en 1970, en el Coritiba; pasó después al Botafogo (1973-1976) y, posteriormente, militó en el Fluminense (1976) y Vasco da Gama (1977-78). A continuación jugó para el Club América de México (1978-79) siendo una de las contrataciones más publicitadas en ese tiempo, dado que venía de participar en la Copa del Mundo en Argentina 1978 con buena actuación. Al parecer en México se dijo que pasó como un guante, con más pena que gloria y sin dejar huella. En esa etapa pronunció una frase célebre: "Yo doy balones y me devuelven sandías" en el América de México en donde estaba contratado, desesperado por la escasa técnica de algunos de sus compañeros. Tuvo fricciones frecuentes con el director técnico de ese tiempo Raúl Cárdenas que inclusive lo mandó a la banca por su actitud y poco compromiso con el club. Nunca mostró con las Águilas la calidad de jugador que fue. Dio a la temporada siguiente el salto a Europa y, más concretamente, a la liga española y al Atlético de Madrid, equipo en el que militó tres temporadas seguidas (1979-1982). 
Vivió una etapa especialmente convulsa en la ya normalmente agitada vida de este club (salida de la presidencia del histórico Vicente Calderón, breve presidencia del polémico Doctor Alfonso Cabeza y regreso forzoso de Calderón, ya anciano), llegando a acariciar el título de liga en una de las tres temporadas en que fue jugador colchonero. Dirceu fue un jugador que dejó siempre un óptimo recuerdo, tanto futbolístico como humano, en todos los clubes en los que militó, además de ser un jugador excepcionalmente deportivo. Cometía poquísimas faltas y apenas era amonestado por los árbitros. Lo suyo era mimar el balón con "el guante de su pie izquierdo", aunque a menudo lo golpeara con gran potencia.
Del Atlético se marchó al terminar la temporada 1981-82 al calcio italiano, donde militó en muchos equipos (Hellas Verona, Nápoles, Ascoli, Como y Avellino), sin hacer antigüedad en ningún equipo, lo que le ganó el sobrenombre de "lo zingaro". (el gitano). Volvió en 1988 a Brasil donde, ya mediada la treintena de años, se proclamó campeón del Campeonato Carioca con el Vasco da Gama. Jugó al año siguiente en la liga de los Estadounidenses con los Miami Sharks, regresando posteriormente a Italia, donde jugó para el modesto equipo Ebolitana, militando en su última etapa profesional en el Yucatán de México de la División de Ascenso en México. Nunca más jugaría en la Primera División de México.

## Muerte
Dirceu murió en la noche del 15 de septiembre de 1995 a la edad de 43 años, cuando un Opel Ascona manejado por un corredor callejero se saltó un semáforo en rojo y golpeó a alta velocidad al auto deportivo Puma en Barra da Tijuca, no muy lejos de su departamento. Dirceu y un pasajero quién fue proyectado fuera del vehículo después del choque, murieron inmediatamente. Había dos parejas en el Ascona, sobreviviendo los cuatro. Nadie fue a prisión por la muerte de Dirceu. Total impunidad.
Sus restos mortales descansan en el Cementerio Jardín de Saudade, en Jardín Sulacap, Río de Janeiro.

## Legado
El nombre del estadio de la ASC Ebolitana 1925 lleva el nombre de José Dirceu Guimaraes en su honor.

## Selección nacional
Dirceu formó parte de la selección brasileña en los Mundiales de Alemania (1974), Argentina (1978) y España (1982), llegando a estar en 44 partidos oficiales con la camiseta de "la canarinha". 

### Participaciones en Copas del Mundo
| Mundial                        | Sede      | Resultado     |
| ------------------------------ | --------- | ------------- |
| Copa Mundial de Fútbol de 1974 | Alemania  | Cuarto lugar  |
| Copa Mundial de Fútbol de 1978 | Argentina | Tercer lugar  |
| Copa Mundial de Fútbol de 1982 | España    | Segunda ronda |

## Clubes
| Club                      | País           | Año       |
| ------------------------- | -------------- | --------- |
| Coritiba FC               | Brasil         | 1970-1972 |
| Botafogo FR               | Brasil         | 1973-1976 |
| Fluminense FC             | Brasil         | 1976      |
| CR Vasco da Gama          | Brasil         | 1977-1978 |
| Club América              | México         | 1978-1979 |
| Atlético de Madrid        | España         | 1979-1982 |
| Hellas Verona FC          | Italia         | 1982-1983 |
| SSC Napoli                | Italia         | 1983-1984 |
| Ascoli Calcio             | Italia         | 1984-1985 |
| Como Calcio               | Italia         | 1985-1986 |
| US Avellino               | Italia         | 1986-1987 |
| CR Vasco da Gama          | Brasil         | 1988      |
| Miami Sharks              | Estados Unidos | 1988-1989 |
| Harvey Bologna (futsal)   | Italia         | 1989-1990 |
| ASC Ebolitana             | Italia         | 1990-1991 |
| Benevento Calcio          | Italia         | 1992      |
| Giampaoli Ancona (futsal) | Italia         | 1993-1994 |
| Atlético Yucatán          | México         | 1995      |

## Palmarés

### Campeonatos estaduales
| Título                | Club             | Estado         | Año  |
| --------------------- | ---------------- | -------------- | ---- |
| Campeonato Paranaense | Coritiba FC      | Paraná         | 1971 |
| Campeonato Paranaense | Coritiba FC      | Paraná         | 1972 |
| Campeonato Carioca    | Fluminense FC    | Río de Janeiro | 1976 |
| Campeonato Carioca    | CR Vasco da Gama | Río de Janeiro | 1977 |
| Campeonato Carioca    | CR Vasco da Gama | Río de Janeiro | 1988 |